# Tiësto's Club Life

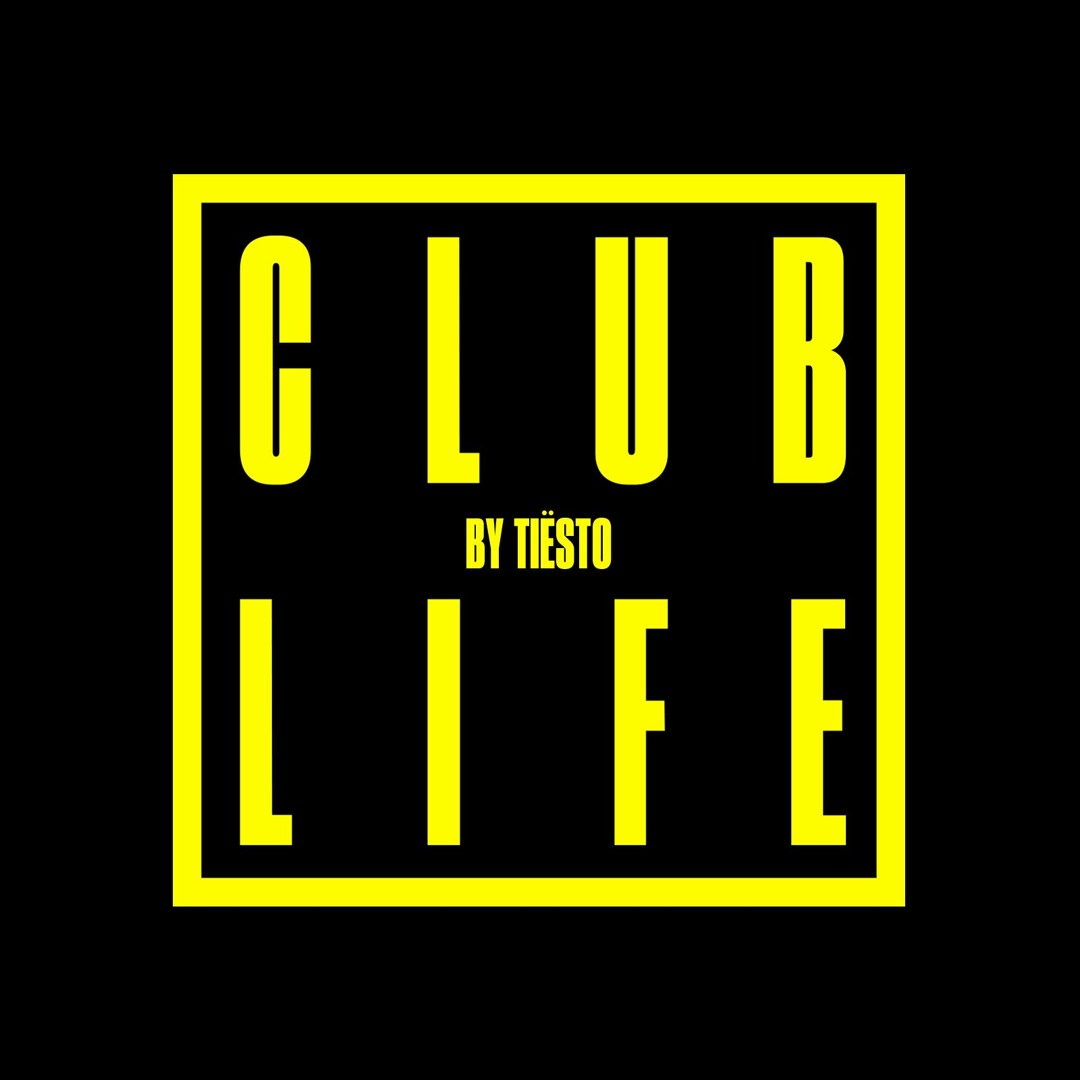

Tiësto's Club Life je rádiová show nizozemského diskžokeje a producenta elektronické hudby, známého pod jménem Tiësto.

## Obecné Informace
Rádiová show je vysílána jednou týdně – každý pátek ve 22:00 SEČ na největší nizozemské stanici Radio 538. Pokaždé v sobotu, den po prvním odvysílání, vychází na Tiëstově labelu Black Hole Recordings. V pondělí je již zpravidla nabízena verze ke stažení na stránkách Rádia 538. Show se nejdříve jmenovala Club Nouveau, ale po prvních pěti dílech byla přejmenována na současný Club Life. První epizoda byla odvysílána 6. dubna 2007.
V Club Life se nejčastěji objevuje trance, ale vyskytují se zde prakticky všechny hudební styly elektronické hudby, např. House, Minimal, Techno, Electro a další.

## Části Tiësto's Club Life
Pořad je dělen na několik částí, základně se dělí na první a druhou hodinu. Tyto dvě části jsou od sebe odděleny reklamou a krátkými zprávami.

### První hodina
První hodina je míchána pouze Tiëstem. Jako první zahraje nějakou velmi slavnou skladbu, která nepotřebuje představovat. Uprostřed první hodiny je kategorie Tiësto’s Classic of The Week, ve kterém Tiësto vždy představí a poté zahraje skladbu, která je podle něj výborným zástupcem podžánru classic trance. Poté zase pokračuje ve svém vlastním tempu.

### Druhá hodina
Druhá hodina začíná pokaždé (mimo speciálních dílů) kategorií 15 Minutes of Fame, 15 minut slávy. V ní Tiësto namíchá 15 minut dlouhý mix, který je složen vždy z diskografie jednoho určitého diskžokeje/producenta. Poté se pokračuje sekcí s názvem Back with Tiësto, kde pokračuje ve svém setu.

## Speciální epizody
- Epizoda 004: Tiësto Live @ Alexandra Palace – Londýn, Spojené království (20-04-2007).
- Epizoda 008: Tiësto Live @ King's Hall – Belfast (31-03-2007).
- Epizoda 013: Tiësto Live @Point Theatre – Dublin, Irsko (16-06-2007).
- Epizoda 017: Tiësto Live @ Expo Center – Kiev, Ukrajina (23-06-07).
- Epizoda 023: In Search of Sunrise 6 speciální epizoda
- Epizoda 039: konec roku 2007 mix – roční mix
- Epizoda 062: In Search of Sunrise 7 special
- Epizoda 063: In Search of Sunrise (series) special
- Epizoda 078: Tiësto Live @ Mysteryland – Haarlemmermeer, Nizozemsko (23-08-2008).
- Epizoda 079: Tiësto Live @ Mysteryland – Haarlemmermeer, Nizozemsko (23-08-2008).
- Epizoda 082: closing party of Tiësto Live @ Privilege Ibiza – San Rafael, Ibiza, Španělsko (22-09-2008).
- Epizoda 083: closing party of Tiësto Live @ Privilege Ibiza – San Rafael, Ibiza, Španělsko (22-09-2008).
- Epizoda 084: Black Hole Recordings special.
- Epizoda 091: Konec roku 2008 mix.
- Epizoda 100: Fanouškovské vydání
- Epizoda 111: Live @ Queensday Museumplein Amsterdam (30-04-2009)
- Epizoda 129: Live from Creamfields 2009
- Epizoda 144: Speciální edice složená pouze z fanoušky oblíbených tracků roku 2009

## Ocenění
- 2009 IDMA Awards Miami: Best Podcast